# Holmsland Kommune
Holmsland Kommune i Ringkøbing Amt blev dannet ved kommunalreformen i 1970. Ved strukturreformen i 2007 indgik den i Ringkøbing-Skjern Kommune sammen med Egvad Kommune, Ringkøbing Kommune, Skjern Kommune og Videbæk Kommune. Sammenlægningen betød skattestigning for borgerne i Holmsland Kommune, som siden 1997 havde haft Danmarks laveste kommuneskat.
Holmslands 3 sogne udgjorde én sognekommune med byerne Hvide Sande og Kloster. Sognekommunen Holmsland var med sine 4.033 indbyggere pr. 1. januar 1970 stor nok til at den ikke skulle lægges sammen med andre ved kommunalreformen.

## Sogne
Holmsland Kommune bestod af følgende sogne, alle fra Hind Herred:
- Gammel Sogn
- Holmsland Klit Sogn
- Ny Sogn

## Valgresultater efter år
| 1 | 10 |

| 8 | 3 |

| 1 | 10 |

| 10 |

| 1 | 10 |

| 9 | 2 |

| 1 | 10 |

| 9 | 2 |

| 1 | 10 |

| 8 | 3 |

| 1 | 10 |

| 6 | 5 |

## Borgmestre[2]
| Navn                    | Parti      | Periode   |
| ----------------------- | ---------- | --------- |
| Kristian Enevoldsen     | Lokalliste | 1970-1987 |
| Jens Christian Frandsen | Lokalliste | 1986-1990 |
| Hans Thomsen            | Lokalliste | 1990-1998 |
| Iver Enevoldsen         | Venstre    | 1998-2006 |

## Rådhus
Holmsland Kommunes rådhus på Kirkevej 4 i Hvide Sande blev solgt i sommeren 2017 og skal delvis rives ned/delvis renoveres og blive til et større kontorfællesskab og parkeringspladser.